# 1103
1103 (MCIII) a fost un an obișnuit al calendarului iulian.

## Evenimente
- 10 martie: Se încheie pactul de la Dover dintre regele Henric I Beauclerc al Angliei și contele Robert al II-lea de Flandra, îndreptat împotriva lui Robert I Courteheuse, ducele Normandiei.
- 24 aprilie: După ce a întreprins numeroase expediții în insulele Hebride, Orkney, Man și în Țara Galilor, regele Magnus al III-lea al Norvegiei moare în timpul campaniei din Irlanda, în Ulster; regatul Norvegiei trece în stăpânirea celor trei fii ai săi, care domnesc în comun.
- 27 aprilie: Episcopul Anselm de Canterbury este silit să plece în exil, ca urmare a neînțelegerilor cu regele Henric I al Angliei.
- 10 iulie: Regele Eric I al Danemarcei moare în Cipru, în timpul unui pelerinaj către Ierusalim; soția și fiica sa continuă călătoria.
- 3 octombrie: Seria Saros 129 a început cu o eclipsă parțială de Soare.

### Nesatate
- mai: Bohemund I de Tarent, principele Antiohiei, este eliberat din captivitatea turcilor danișmenizi, pentru 100.000 de dinari ca răscumpărare; după ce revine la Antiohia și plătește musulmanilor suma datorată, Bohemund pleacă în Europa.
- Congres al cnejilor din Rusia, pentru a stabili apărarea comună dinspre zona stepei.
- Cu sprijin bizantin, Raymond de Saint-Gilles, conte de Tripoli, construiește "Qalaat Saint-Gilles", fortăreață destinată protejării Tripoli dinspre uscat.
- Este consemnat principatul selgiucid din Erzurum.
- Henric al IV-lea oferă protecție evreilor, care în schimb îi asigură plata unui impozit special.
- Orașul scandinav Lund devine sediu episcopal, sub oblăduirea papei Pascal al II-lea.
- Puternice inundații în regiunea Goa din India.

## Arte, științe, literatură și filozofie
- Arhitectul și omul de stat chinez Li Jie publică Yingzao Fashi (Modele de construcție), un tratat de arhitectură chinezească.
- Prima atestatre a folosirii busolei de către chinezi, pentru orientarea în largul mării.

## Înscăunări
- 24 aprilie: Sigurd I Jorsalfare (până la 1130), Oystein (Eystein) I Magnusson (1103-1123) și Olaf al IV-lea Magnusson (1103-1115), în comun regi ai Norvegiei.
- Amedeo al III-lea, conte de Savoia și de Maurienne.

## Nașteri
- 24 februarie: Toba, împărat al Japoniei (d. 1156).
- Alphonse I, conte de Toulouse (d. 1148).
- Andre de Montbar, mare maestru al Ordinului Templierilor (d. 1156)
- Harald al IV-lea, rege al Norvegiei (d. 1136).

## Decese
- 23 februarie: Constantin I, rege al Armeniei (n.c. 1035)
- 23 martie: Eudes I, duce de Burgundia (n. 1058)
- 1 mai: Janah al-Dawla, emir de Homs (n. ?)
- 10 iulie: Eric I al Danemarcei, rege al Danemarcei (n. 1060)
- 24 august: Magnus al III-lea al Norvegiei (n. 1073)
- 14 octombrie: Umberto al II-lea, conte de Savoia (n. 1065)
- Gabriel din Melitene, conducător armean (n. 1055)
- Rabinul Isaac Alfasi, savant și jurist evreu din Maroc (n. ?)